# Vall-llebrerola
Vall-llebrerola és un llogaret del terme municipal d'Artesa de Segre, a la comarca la Noguera. El 2019 tenia 8 persones.
Està situat a l'esquerra de la riera de Seguers o de Vall-llebrera, aigua amunt de Vall-llebrera, de la parròquia de la qual depèn.
Destaca l'església romànica de Sant Serni de Vall-llebrerola restaurada i datada a la fí de s. XI.